# Hội chứng Dressler
Hội chứng Dressler là tình trạng viêm màng ngoài tim thứ phát xảy ra khi tổn thương tim hoặc màng ngoài tim nặng nề. Triệu chứng gồm sốt, đau kiểu màng phổi, viêm màng ngoài tim và/hoặc tràn dịch màng ngoài tim.
Hội chứng Dressler còn được gọi là hội chứng sau nhồi máu cơ tim, viêm màng ngoài tim sau nhồi máu cơ tim và thuật ngữ này đôi khi được sử dụng để chỉ tình trạng hội chứng hậu phẫu màng ngoài tim.
Nhà tim mạch học William Dressler tại Trung tâm Y tế Maimonides là người đầu tiên mô tả bệnh này vào năm 1956.
Không nên nhầm lẫn với bệnh Dressler trong bệnh cảnh đái máu gián đoạn. Bệnh này được đặt tên theo Lucas Dressler, mô tả năm 1854.

## Đại cương
Thời xa xưa, hội chứng Dressler là một biến chứng chiếm khoảng 7% ca nhồi máu cơ tim, nhưng khi có công cụ can thiệp mạch vành qua da thì hội chứng này hiếm gặp. Các triệu chứng gồm sốt nhẹ kéo dài, đau ngực (thường là đau ngực kiểu màng phổi: đau tăng lên khi hít sâu, khi ho và nuốt), viêm màng ngoài tim (thường được biểu hiện bằng tiếng cọ màng ngoài tim, đau ngực nặng hơn khi nằm, và ST chênh lên lan tỏa, đoạn PR chênh xuống), và/hoặc tràn dịch màng ngoài tim. Các triệu chứng có xu hướng xảy ra trong thời gian 2-3 tuần sau nhồi máu cơ tim nhưng cũng có thể xuất hiện muộn, sau vài tháng, và triệu chứng có xu hướng giảm dần trong vài ngày. Rất hiếm khi dẫn đến chèn ép tim (tamponade). Máu lắng tăng là một xét nghiệm cận lâm sàng khách quan nhưng không đặc hiệu.

## Nguyên nhân
Nguyên nhân chính xác của hội chứng Dressler vẫn chưa được biết, mặc dù người ta cho rằng tổn thương đối với các tế bào màng ngoài tim khi tương tác với máu trong khoang màng ngoài tim gây ra phản ứng miễn dịch, dẫn đến lắng đọng phức hợp miễn dịch trong màng ngoài tim, màng phổi và phổi gây ra phản ứng viêm.

## Chẩn đoán

### Chẩn đoán phân biệt
Vì triệu chứng biểu hiện rất đa dạng nên chẩn đoán phân biệt hội chứng Dressler với rất nhiều bệnh khác. Tuy nhiên, với các triệu chứng kinh điển hơn là đau ngực, khó thở, sốt, và nhịp nhanh, có thể khu trú triệu chứng lại để chẩn đoán phân biệt với các bệnh sau:
1. Thuyên tắc phổi
2. Nhiễm trùng huyết
3. Viêm phổi
4. Suy tim sung huyết
5. Cúm
6. Tổn thương tim tái phát (chẳng hạn như nhồi máu cơ tim/tái hẹp stent cấp tính hoặc suy van)
7. Thiếu máu cấp tính do hoặc không do xuất huyết tiêu hóa
8. Viêm nội tâm mạc
9. Urê huyết

## Điều trị
Aspirin liều cao được dùng để điều trị hội chứng Dressler. Trong một số trường hợp kháng thuốc, có thể cân nhắccorticosteroid nhưng đây không phải thuốc được ưu tiên (tránh dùng) trong tháng đầu tiên do thuốc cản trở quá trình lành tổn thương của tâm thất dẫn đến tăng tỷ lệ vỡ thất. Thuốc NSAID (chống viên không steroid) khác, mặc dù đã từng được sử dụng để điều trị hội chứng Dressler, nhưng ít được ủng hộ và nên tránh dùng ở những bệnh nhân mắc bệnh thiếu máu cơ tim. Đặc biệt, một loại NSAID là indomethacin có thể ức chế sự lắng đọng collagen mới, do đó cản trở quá trình chữa lành vùng bị nhồi máu. Các NSAID khác chỉ nên được sử dụng trong trường hợp kháng aspirin. Nên tránh sử dụng heparin vì nó có thể dẫn đến xuất huyết vào khoang màng ngoài tim, dẫn đến chèn ép tim. Chỉ dùng Heparin khi trong bệnh cảnh viêm màng ngoài tim mà có NMCT cấp đi kèm, để ngăn ngừa hình thành huyết khối.